# 莫罗湾 (加利福尼亚州)
莫罗贝（英語：Morro Bay）是美国加利福尼亚州圣路易斯-奥比斯波县的一座城市，面积26.3平方公里。根据2000年美国人口普查，共有10,350人，其中白人占89.44%、亚裔美国人占1.81%。